# Promikiola
Promikiola är ett släkte av tvåvingar. Promikiola ingår i familjen gallmyggor.
Kladogram enligt Catalogue of Life:
| Promikiola | \| \| Promikiola eubra \| \| \| \| \| \| Promikiola rubra \| \| \| \| |
|            | \| \| Promikiola eubra \| \| \| \| \| \| Promikiola rubra \| \| \| \| |
|            | Promikiola eubra                                                      |
|            |                                                                       |
|            | Promikiola rubra                                                      |
|            |                                                                       |